# Иевосфей
Иевосфей или Исваил (ивр. אִֽישְׁבֹּ֫שֶׁת‎, Иш бо́шет («человек стыда») или Ишбаал ивр. אֶשְׁבַּ֫עַל‎) — младший сын царя Саула, оставшийся живым после поражения при Гильбоа, где погибли его отец и старшие братья.
Был провозглашён царём при активном участии Авенира, военачальника Саула. Одновременно с этим Давид воцарился над коленом Иудиным, что привело к конфликту между двумя правителями. Впрочем, позиции Давида становились всё сильнее, а Иевосфея слабее (2Цар. 3:1). Ситуацию усугубило совокупление Авенира с наложницей Саула. Иевосфей высказал своё неудовольствие случившимся, что, в свою очередь, вызвало гнев военачальника, который начал переговоры с Давидом. Однако затем Авенир был убит одним из помощников сына Иессея.
У Иевосфея остались два предводителя войска: вениамитяне Баана и Рихав. Решив добиться милости у Давида, они умертвили спящего Иевосфея, отрубили его голову и отнесли её в Хеврон. Однако Давид посчитал это гнусным деянием и приказал четвертовать убийц (2Цар. 4).